# Joe Newell
Joseph „Joe“ Peter Newell (* 15. März 1993 in Tamworth) ist ein englischer Fußballspieler, der beim schottischen Erstligisten  Hibernian Edinburgh unter Vertrag steht.

## Karriere
Joe Newell wurde 1993 in Tamworth etwa 25 Kilometer nordwestlich von Birmingham geboren. Seine Karriere begann er bei Birmingham City, neben Aston Villa größter Verein in der Stadt. Als 16-Jähriger kam er zu Peterborough United, für den er am 25. April 2011 bei einem 2:2-Unentschieden im Drittligaspiel gegen Yeovil Town zu seinem professionellen Debüt kam. Zuvor war der Mittelfeldspieler von Januar bis Februar 2011 in die National League South zu St Albans City verliehen. Nachdem Peterborough am Ende der Saison 2010/11 in die zweite Liga aufgestiegen war, kam Newell vermehrt zu Einsatzzeiten in der Championship. In der Spielzeit 2011/12 gelang ihm im April 2012 gegen Leeds United sein erstes Tor.
Im August 2015 verließ er den wieder in der dritten Liga spielenden Verein. In seiner letzten Saison kam er auf 39 Ligaspiele und zwei Tore. Er unterschrieb einen Vertrag beim Zweitligisten Rotherham United. Mit diesem stieg er 2017 ab, und 2018 wieder auf. Newell war in Rotherham über die gesamte Vertragszeit stetig Stammspieler.
Im Juni 2019 wechselte der 26-Jährige zum schottischen Erstligisten Hibernian Edinburgh.